# Karabulak
Karabulak (en rus: Карабулак) és una ciutat de la República d'Ingúixia, el 2019 tenia 41.469 habitants.
Per l'ètnia Karabulak (o Qarabulaq), vegeu Orstkhoy.